# Gare de Volnovakha
La Gare de Volnovakha (en ukrainien : Волноваха (станція), est une gare ferroviaire en Ukraine.

## Historique
La gare a été ouverte en 1895 lors de la création de la ligne Iouzivka - Marioupol. Le 20 janvier 2015 un pont ferroviaire a sauté coupant la relation vers Komych-Zoria ; les relations ferroviaire vers l'Ukraine devaient alors passer par la Gare de Berdiansk.

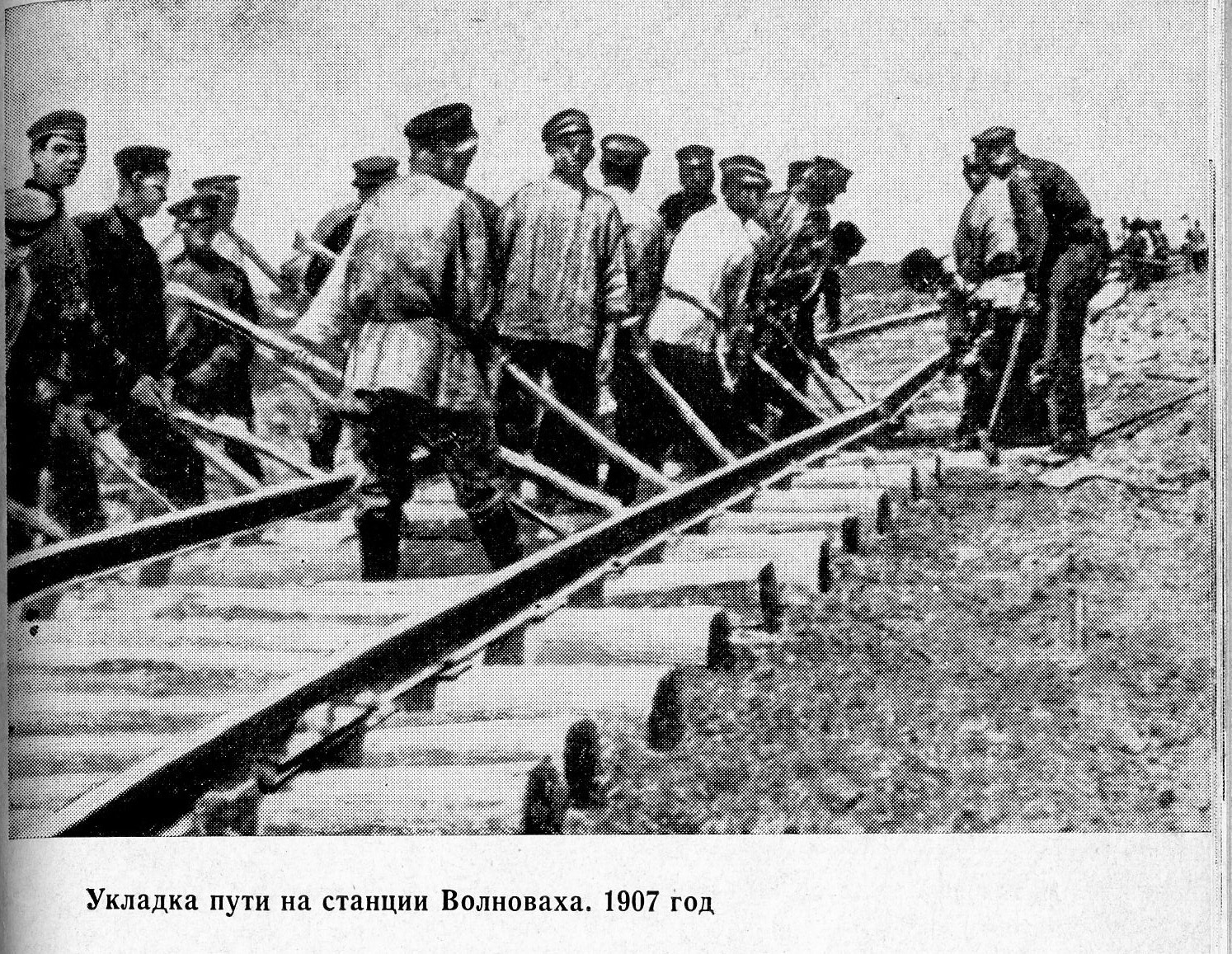
Travaux en 1907.

## Desserte
Centre ferroviaire dont les embranchements vont vers la gare de Komysh-Zoria, gare de Rutchenkov, gare de Donetsk et gare de Karan.